# Jiří Fridrich Hohenlohe
Jiří Fridrich Hohenlohe, též hrabě z Hollachu, německy Georg Friedrich von Hohenlohe-Neuenstein-Weikersheim, (5. září 1569, Neuenstein – 7. července 1645, Langenburg) byl německý a později český šlechtic, vojenský důstojník a amatérský skladatel básní. Od mužstva byl také nazýván hanlivě „hrabě Lenoch“.

## Život

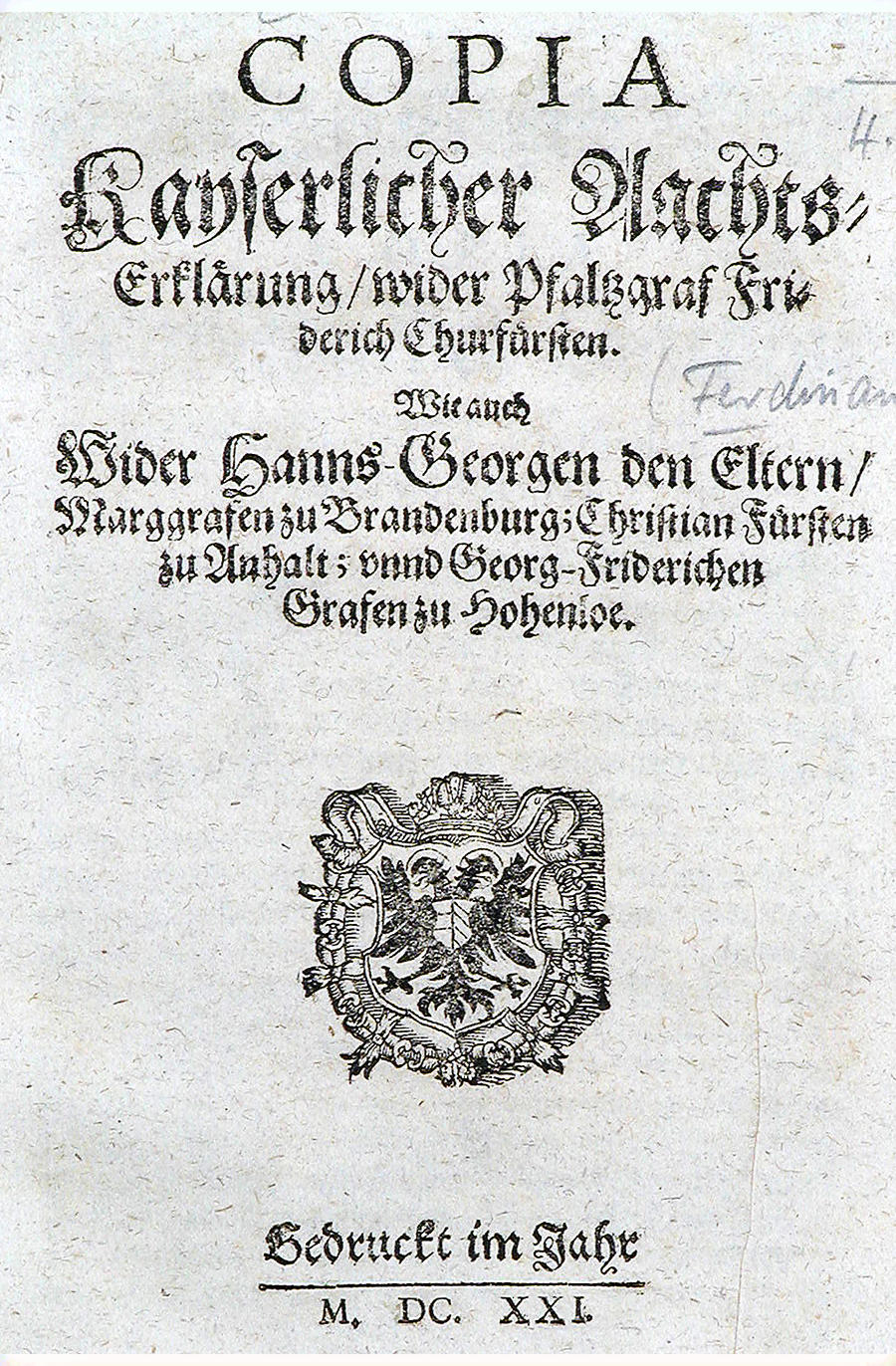
Říšská klatba vydaná nad Fridrichem Falckým, ale i nad Jiřím Fridrichem a dalšími

Hrabě Jiří Fridrich byl syn Wolfganga von Hohenlohe-Neuenstein a Magdaleny von Nassau-Dillenburg. Ve svých sedmnácti letech v roce 1586 jel studovat na ženevskou univerzitu, kde studoval do roku 1588. Je možné, že byl poslední žák Françoise Hotmana. Ze studijních důvodů cestoval Jiří Fridrich do Francie a později do Itálie, kde navštěvoval univerzitu v Sieně a Padově.
Po studiích, které ukončil v roce 1591, začal sloužit v armádě francouzského krále Jindřicha IV. v bojích proti Katolické lize. Později se přesunul do Uher boji proti Turkům byl povýšen na obristu (plukovníka). V roce 1605 již jako císařský generál vachmistr (generál strážmistr, odpovídalo hodnosti generálmajora) potlačil vzpouru v Uhersku.
18. června 1607 se oženil s Evou z Valdštejna, čímž se stal českým stavem. V roce 1618 se zapojil do českého stavovského povstání a následně do bojů třicetileté války proti Habsburskému arcidomu, tedy proti řádně zvolenému českému králi Ferdinandu II. Jako zkušený vojevůdce byl jmenován generállajtnantem (General-Lieutenant) vedle hraběte Jindřicha Matyáše Thurna. Jeho zkušenosti v tureckých válkách se ukázaly pro českou věc nedostačující a jeho ambice se ukázaly jako větší než jeho reálné dovednosti. V bitvě na Bílé hoře vedl jízdu.
22. ledna 1621 byl přijat do barokního spisovatelského kroužku societas fructifera Ludvíkem Anhaltským. Ještě téhož roku vydal římský císař Ferdinand II. říšskou klatbu nad Fridrichem Falckým a jeho společníky, což byl mimo jiné i Jiří Fridrich. Nakonec se Jiřímu Fridrichovi podařilo sjednat s císařem mír. Císař mu nakonec potvrdil jeho panství ve Weikersheimu, které získal po smrti jeho otce v roce 1610.
Jeho žena Eva zemřela 24. května 1631 a Jiří Fridrich si posléze 17. srpna 1633 vzal druhou manželku Marii Magdalénu z Oettingenu, která mu ale zemřela po necelých třech letech manželství 29. května 1636.
V roce 1631 byl hrabě dosazen jako švédský regent Švábského okruhu, což rozzuřilo císaře natolik, že ho opět vyloučil mimo zákon a navíc Řád německých rytířů okamžitě podle císařského patentu převzal kontrolu nad weikersheimským panstvím. Toto panství bylo nakonec jako jediné navráceno Hohenlohům vestfálským mírem.
Jiří Fridrich kvůli svému postavení mimo zákon nebyl zahrnut do pražského míru. Nicméně během osobních konzultací v roce 1637 s císařem došlo k tomu, že mu Ferdinand jeho přestupky odpustil. Jiří Fridrich se nakonec usadil v Langenburgu, kde se věnoval spisovatelské činnosti a naopak se vyhýbal politické aktivitě a v roce 1645 zde také zemřel.

## Dílo
- Geistliche Psalmen und Kirchengesänge (1648)